# Rymarz (Góry Sowie)
Rymarz (niem. Reimskoppe) – wzniesienie (913 m n.p.m.) w południowo-zachodniej Polsce, w Sudetach Środkowych, w Górach Sowich.

## Położenie i opis
Wzniesienie położone w środkowo-południowej części pasma Gór Sowich, po południowo-wschodniej stronie Przełęczy Jugowskiej, około 2,5 km na północny wschód od centrum miejscowości Jugów.  
Kopulaste wzniesienie, o mało wyraźnie podkreślonym wierzchołku, jedno z wyższych w tych górach. Zbocze południowo-wschodnie łagodnie opada o kilka metrów przechodząc w grzbiet. Pozostałe zbocza są dość strome. Od sąsiedniej Koziej Równi (930 m n.p.m.) oddzielony jest Przełęczą Jugowską.
Szczyt pokryty lasem świerkowym z charakterystyczną polaną na południowo-zachodnim zboczu, powstałą po wyrębie lasu.
Wzniesienie położone na terenie Parku Krajobrazowego Gór Sowich.
Na zachodnim zboczu góry trasa narciarska z wyciągiem.

## Turystyka
Obok wzniesienia przechodzi szlak turystyczny:
- czerwony – fragment Głównego szlaku Sudeckiego prowadzący partią grzbietową przez całe Góry Sowie, przechodzi  zachodnim i południowo-zachodnim zboczem poniżej szczytu.

Na zachodnim zboczu góry położone jest górskie schronisko Zygmuntówka.